# Hypsilurus papuensis
Hypsilurus papuensis — вид ігуаноподібних ящірок родини агамових (Agamidae). Ендемік Папуа Нової Гвінеї

## Підвиди
Виділяють два підвиди:
- Hypsilurus papuensis papuensis (Macleay, 1877);
- Hypsilurus papuensis longicauda Manthey & Denzer, 2006.

## Поширення і екологія
Hypsilurus papuensis мешкають на сході і південному сході Нової Гвінеї, а також на островах Норманбі і Фергюссон в групі островів Д'Антркасто, та на острові Кірівіна в групі островів Тробріана. Вони живуть у вологих рівнинних і гірських тропічних лісах, на висоті до 1300 м над рівнем моря. Ведуть деревний спосіб життя.